# John Alroy
John Alroy (*  3. Juli 1966 in New York City) ist ein US-amerikanischer Paläontologe und Evolutionsbiologe.
Alroy studierte Biologie am Reed College mit dem Bachelor-Abschluss 1989 und wurde 1994 an der University of Chicago (Committee on Evolutionary Biology) promoviert. Als Post-Doktorand war er an der University of Arizona, an der Smithsonian Institution (1996 bis 1998) und am National Center for Ecological Analysis and Synthesis der University of California, Santa Barbara (UCSB). Ab 2000 forschte er als Assistent am Institut für Meeresforschung der UCSB und ab 2010 an der Macquarie University in Sydney als Future Fellow und Associate Professor.
Er untersucht Entwicklung der Artenvielfalt, Massenaussterben (auch durch Eingriff des Menschen) und Evolutonsmuster unter anderem von marinen Wirbellosen im Phanerozoikum, aber auch das Aussterben von Säugetierarten in Nordamerika (durch Menschen-Einfluss). 2017 schätzte er den Rückgang der Artenvielfalt aufgrund durch Menschen verursachtes Massenaussterben in den tropischen Regenwäldern auf rund 40 Prozent.
2007 erhielt er den Charles Schuchert Award, 1994 den Romer Prize der Society of Vertebrate Paleontology und 2010 den NAS Award for Scientific Reviewing.

## Schriften (Auswahl)
- Constant extinction, constrained diversification, and uncoordinated stasis in North American mammals. Palaeogeography, Palaeoclimatology, Palaeoecology, Band 127, 1996, S. 285–311
- Equilibrial diversity dynamics in North American mammals, in:  M. L. McKinney, J. Drake (Hrsg.), Biodiversity Dynamics: Turnover of Populations, Taxa and Communities. Columbia University Press, York, 1998, S. 232–287
- Cope's rule and the dynamics of body mass evolution in North American mammals, Science, Band 280, 1998, S. 731–734.
- The fossil record of North American mammals: evidence for a Paleocene evolutionary radiation,  Systematic Biology, Band 48, 1999, S. 107–118
- Putting North America's end-Pleistocene megafaunal extinction in context: large scale analyses of spatial patterns, extinction rates, and size distributions, in: R. D. E. MacPhee (Hrsg.), Extinctions in near time: causes, contexts, and consequences,  Plenum, 1999, S. 105–143
- mit Paul L. Koch, James C. Zachos: Global climate change and North American mammalian evolution, The Paleontological Society 2000
- Successive approximations of diversity curves: Ten more years in the library, Geology, Band 28, 2000, S. 1023–1026.
- New methods for quantifying macroevolutionary patterns and processes,  Paleobiology, Band 26, 2000, S. 707–733
- A multispecies overkill simulation of the end-Pleistocene megafaunal mass extinction,  Science, Band 292, 2001, S. 1893–1896
- How many named species are valid?, Proceedings of the National Academy of Sciences, Band 99, 2002, S. 3706–3711
- Taxonomic inflation and body mass distributions in North American fossil mammals, Journal of Mammalogy, Band 84, 2003, S. 431–443
- Are Sepkoski's evolutionary faunas dynamically coherent ?, Evolutionary Ecology Research, Band  6, 2004, S. 1–32
- mit Madin u. a.: Statistical independence of escalatory ecological trends in Phanerozoic marine invertebrates, Science, Band 312, 2006, S. 897–900
- Dynamics of origination and extinction in the marine fossil record, Proc. Nat. Acad. Sci., Band 105, 2008, S. 11536–11542.
- mit anderen:  Phanerozoic trends in the global diversity of marine invertebrates, Science, Band 321, 2008, S. 97–100
- Speciation and extinction in the fossil record of North American mammals,  in: R. Butlin, J. Bridle,  D. Schluter (Hrsg.), Speciation and Patterns of Diversity. Cambridge University Press, Cambridge, 2009, S. 301–323
- The shifting balance of diversity among major marine animal groups. Science, Band 329, 2010, S. 1191–1194
- Effects of habitat disturbance on tropical forest biodiversity, Proc. Nat. Acad. Sci., 2017